# Mohamed Cheikh Ould Mkhaitir

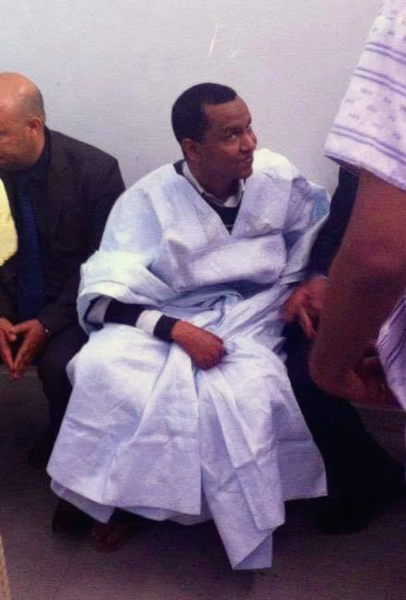
Mohamed Cheikh Ould Mkhaitir

Mohamed Cheikh Ould Mkhaitir (arabisch محمد الشيخ ولد امخيطير, DMG Muḥammad aš-Šayḫ Walad Amḫaiṭīr) ist ein Blogger aus Mauretanien, der von 2014 bis 2019 als Politischer Gefangener inhaftiert war. Er wurde zum Tode verurteilt, nachdem er einen Artikel verfasst hatte, welcher den Islam und das Kastensystem in Mauretanien kritisierte. Daraufhin wurde er von Amnesty International als Prisoner of Conscience (PoC) bezeichnet. Er lebt mittlerweile im Exil in Frankreich.
Mkhaitir wurde in die Kaste der Moulamines geboren. Sie gilt als Kaste der Schmiede und steht auf dem zweitniedrigsten Rang in Mauretanien. Vor seiner Verhaftung arbeitete er für SAMMA, eine Firma, welche anteilig zu Kinross Gold gehört.

## Verhaftung und Todesurteil
Mkhaitir wurde am 2. Januar 2014 in seinem Haus in der Stadt Nouadhibou festgenommen, zwei Tage nachdem er auf der Website Aqlame einen Artikel mit dem Titel „Religion, Religiosity and Craftsmen“ (Religion, Religiosität und Handwerker) veröffentlicht hatte. Der Artikel kritisierte Vorfälle aus dem Leben des Propheten Mohammed, die verwendet werden, um die Sklaverei von Menschen durch die Oberschicht Mauretaniens zu rechtfertigen (in Bezug auf das Kastensystem in Mauretanien). Kleriker erließen eine Fatwa gegen ihn und forderten seine Hinrichtung und ein Geschäftsmann setzte eine Belohnung von 10.000 Ouguiya (MRU) auf seinen Tod aus. Er wurde wegen Apostasie angeklagt nach dem Artikel 306 des mauretanischen Strafgesetzbuches und anschließend zum Tode durch ein Erschießungskommando verurteilt. Wäre das Urteil vollstreckt worden, wäre Mkhaitir die erste Person in Mauretanien gewesen, welche seit 1987 hingerichtet wurde. Trotz öffentlich gezeigter Reue und Rezitation der Schahāda (Glaubensbekenntnis), hielt das Oberste Gericht das Todesurteil aufrecht.
Am 1. April 2016 wurde der Fall vor dem Appellationsgericht verhandelt. Die Verurteilung wurde aufrechterhalten, aber an das Oberste Gericht von Mauretanien weiterverwiesen. Im Dezember 2016 flohen Mkhaitirs Eltern aus dem Land und ersuchten in Frankreich um Asyl, da sie selbst die ständigen Todesdrohungen nicht länger ertragen konnten. Am 31. Januar 2017 erfolgte die Anhörung vor dem Obersten Gericht, woraufhin der Fall wieder an das Appellationsgericht zurückgegeben wurde. Als die Revision am Obersten Gericht verhandelt wurde, versammelten sih Demonstranten, einige davon sogar bewaffnet, in Nouakchott und forderten seine Hinrichtung.
Als Repräsentant der Internationalen Humanistischen und Ethischen Union kontaktierte Kacem El Ghazzali den Menschenrechtsrat der Vereinten Nationen (UNHRC) und brachte dort den Fall von Mkhaitir ein. Der mauretanische Botschafter beim UNHRC behauptete, Mkhaitir sei zu seiner eigenen Sicherheit inhaftiert worden. Der Diplomat bestand auch darauf, dass „es keinen Grund gebe über das Todesurteil zu reden.“ („there is no need to talk about the death penalty“).
Am 3. November 2017 löste die Polizei in der Hauptstadt Nouakchott eine Demonstration auf und verhaftete vier Personen wegen Anstiftung zur Tötung Mkhaitirs. Eine Woche später reduzierte das Berufungsgericht in Nouadhibou sein Todesurteil auf eine zweijährige Haftstrafe. Er sollte sofort freigelassen werden, da er bereits seit mehr als zwei Jahren im Gefängnis war, berichtete die BBC. Laut Menschenrechtsgruppen war er jedoch bis Mai 2018 immer noch nicht freigelassen worden. Ende April 2018 verabschiedete die mauretanische Regierung sogar ein neues, strengeres Blasphemiegesetz, das angebliche „Blasphemie“ wie bei Mkhaitir mit der Todesstrafe hätte belegen können. 21 nationale und internationale Organisationen protestierten vehement gegen das neue Gesetz, darunter das Center for Inquiry von Robyn Blumner beim United Nations Human Rights Council.
Am 30. Juli 2019 berichteten Mkhaitirs Anwältin Fatimata Mbaye und die Kampagnengruppe Reporter ohne Grenzen, dass Mkhaitir aus dem Gefängnis entlassen worden sei und sich nicht mehr in Nouakchott aufhalte, obwohl Mbaye sagte, er sei „in seinen Bewegungen nicht völlig frei“. Mkhaitir dankte allen Organisationen, die sich seit seiner Verhaftung im Januar 2014 für ihn eingesetzt hatten. Im Oktober 2019 berichtete AFP, dass er ein neues Leben in Bordeaux, Frankreich, begonnen habe, wo er seinen Aktivismus fortführt, nachdem er im Gefängnis Französisch gelernt hat.